# Morant Bay rebellion
Morant Bay rebellion var ett uppror som ägde rum på den brittiska kolonin Jamaica under oktober 1865. Den var ett resultat av de sociala spänningar som hade uppkommit på Jamaica sedan avskaffandet av slaveriet och orsakades av före detta slavar som protesterade mot den fattigdom och diskriminering de utsatts för sedan de blivit fria. Upproret ledde till ett undantagstillstånd under vilket det slogs ned med kontroversiella brutala metoder och rättsövergrepp. 

## Historik
Slaveriet hade avskaffats på Jamaica 1834, men de före detta slavarna hade genast hamnat i en svår misär och haft svårt att försörja sig, samtidigt som rösträtten var reserverad för en minoritet rika skattebetalare. 
Upproret bröt ut 11 oktober 1865 i Morant Bay, där protestmarsch företogs under ledning av predikaten Paul Bogle med anledning av en rättegång mot en svart man som åtalats för olaga intrång. Demonstranterna attackerade domstolsbyggnaden, och flera sköts av de brittiska myndigheterna. Detta ledde till ett uppror bland många fattiga före detta slavar i St. Thomas-in-the-East parish. 
Undantagstillstånd infördes och den brittiska armén slog ned upproret med blodiga metoder. Under undantagstillståndet dödades, arresterades, dömdes summariskt avrättades och bestraffades många svarta personer även då de inte deltog i upproret endast på grund av sin hudfärg, och många aktivister för svartas rättigheter greps under undantagstillståndet. Upproret har beskrivits som det mest brutala kvävandet av ett uppror i Västindiens historia, och den rasism och de rättsliga övergrepp och oproportionerliga våld som utövades medan undantagstillståndet varade blev redan under sin samtid mycket kontroversiell. 